# الکساندر ایوانف (بازیکن فوتبال، زاده ۱۹۸۵)
الکساندر ایوانف (روسی: Александр Серге́евич Иванов؛ زادهٔ ۲۰ مهٔ ۱۹۸۵) بازیکن فوتبال اهل روسیه است.